# Парадела (Север-ду-Вога)
Парадела (порт. Paradela) — район (фрегезия) в Португалии, входит в округ Авейру. Является составной частью муниципалитета Север-ду-Вога. Находится в составе крупной городской агломерации Большое Авейру. По старому административному делению входил в провинцию Бейра-Литорал. Входит в экономико-статистический субрегион Байшу-Воуга, который входит в Центральный регион. Население составляет 797 человек. Занимает площадь 9,31 км².